# St. Joseph County (Indiana)
St. Joseph County ist ein County im Bundesstaat Indiana der Vereinigten Staaten. Der Verwaltungssitz (County Seat) ist South Bend.

## Geographie
Die Gesamtfläche des Bezirks beträgt 1194 Quadratkilometer. Neun Quadratkilometer dieser Fläche bestehen aus Wasser, das sind 0,79 Prozent.

## Geschichte
Pater Jacques Marquette, ein Jesuitenmissionar, war zwischen 1671 und 1675 wohl der erste Europäer, der diese Gegend betrat.
Das St. Joseph County wurde am 29. Januar 1830 gebildet und war das viertgrößte County in Indiana. Benannt wurde es nach einem französischen Fort gleichen Namens. Der erste Sitz der Countyverwaltung wurde auf der Farm von William Brookfield eingerichtet. Am 7. September 1831 wurde der Verwaltungssitz nach South Bend verlegt.
Im St. Joseph County liegt eine National Historic Landmark, das Clement Studebaker House. Insgesamt sind 92 Bauwerke und Stätten des Countys im National Register of Historic Places eingetragen (Stand 4. September 2017).

## Demografische Daten
Bei der Volkszählung im Jahr 2000 gab es im Bezirk 265.559 Einwohner, 100.743 Haushalte und 66.792 Familien. Die Bevölkerungsdichte betrug 224 Einwohner pro Quadratkilometer.
Die ethnische Zusammensetzung war wie folgt:
82,36 Prozent Weiße, 11,46 Prozent Afroamerikaner, 0,35 Prozent amerikanische Ureinwohner, 1,34 Prozent Asiaten, 0,05 Prozent Ozeanier, 2,48 Prozent andere Ethnien, und 1,97 Prozent mit zwei oder mehr Ethnien. 4,73 Prozent der gesamten Bevölkerung waren spanischer oder lateinamerikanischer Abstammung.
Von den 100.743 Haushalten hatten 32,0 Prozent Kinder unter 18 Jahren, 50,0 Prozent bestanden aus verheirateten Paaren, 12,4 Prozent waren Haushalte mit nur einem weiblichen Haushaltsvorstand, und 33,7 Prozent waren Einzelhaushalte.

25,7 Prozent der Bevölkerung waren jünger als 18 Jahre, 11,8 Prozent waren 18–24 Jahre alt, 28,0 Prozent waren 25–44 Jahre alt, 20,9 Prozent waren 45–64, und 13,6 Prozent waren 65 Jahre und älter. Das Durchschnittsalter betrug 34 Jahre. Auf 100 weibliche entfielen 93,2 männliche Einwohner; auf 100 weibliche Einwohner über 18 Jahre entfielen 89,8 männliche Einwohner.

## Orte im County
- Ardmore
- Chain-O-Lakes
- Colburn
- Crest Manor Addition
- Crumstown
- Georgetown
- Gilmer Park
- Granger
- Gulivoire Park
- Hamilton
- Hi-View Addition
- Hubbard
- Indian Village
- Lakeville
- Lydick
- Maple Lane
- Miami Trails Addition
- Mishawaka
- New Carlisle
- North Liberty
- Nutwood
- Olive
- Orchard Heights Addition
- Osceola
- Pleasant Valley
- Roseland
- South Bend
- Terre Coupee
- Walkerton
- Westfield
- Woodland
- Wyatt
- Zeigler

Townships
- Centre Township
- Clay Township
- German Township
- Greene Township
- Harris Township
- Liberty Township
- Lincoln Township
- Madison Township
- Olive Township
- Penn Township
- Portage Township
- Union Township
- Warren Township